# Decapoda
Décapodes
Ordre
Classification phylogénétique
- Mandibulates
  - Myriapodes
  - Pancrustacés
    - Rémipèdes
    - Céphalocarides
    - Maxillopodes
    - Branchiopodes
    - Malacostracés
      - Eumalacostracés
        - Eucarides
          - Décapodes
          - Euphausiacés

        - Pancarides
        - Péracarides
        - Syncarides

      - Hoplocarides
      - Phyllocarides

    - Hexapodes

Les Decapoda (du grec déca, dix, et pous, podos, pied) sont par définition des crustacés possédant 5 paires de pattes. Cet ordre comprend notamment quelques crustacés bien connus, tels que les galathées, les crabes, les crevettes, les écrevisses ou encore les homards et langoustes. On les qualifie dans le langage courant de décapodes, terme qui désigne également le groupe des Sepiida, des mollusques céphalopodes.

## Écologie
Les Decapoda sont des animaux principalement carnassiers, charognards ou détritivores.
La plupart sont marins. Certains, comme les écrevisses, vivent en eau douce et d'autres, comme le crabe de cocotier, mènent une existence terrestre, dans des endroits humides.

## Anatomie

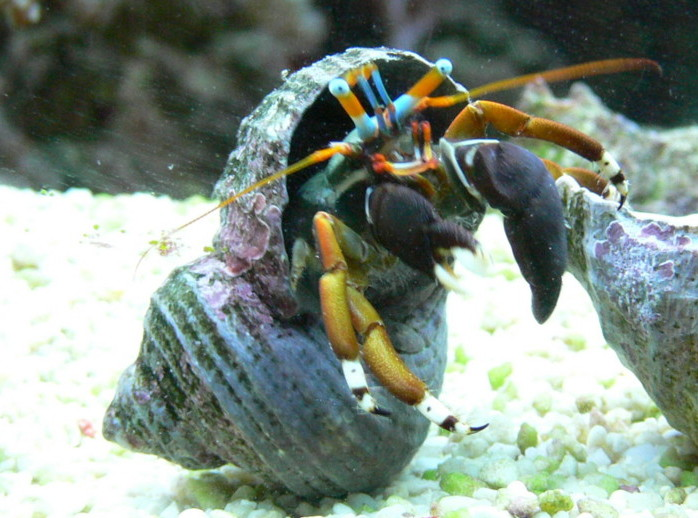
Calcinus laevimanus

Les décapodes ont ordinairement la tête et la région thoracique soudées en une masse commune, ou céphalothorax, revêtue d'une carapace solide et d'une grande résistance.
Leur carapace est très calcifiée.
Leurs appendices thoraciques comprennent trois paires de pattes-mâchoires ou maxillipèdes, et seulement cinq paires de pattes locomotrices ou péréiopodes. De ces dernières est tiré le nom des décapodes. La formule appendiculaire est (2+1+2) + (3+5) + 6. C'est le type le mieux équilibré.
Les branchies sont portées par les pattes thoraciques et protégées, de chaque côté du corps, par un repli de la carapace délimitant une chambre branchiale. Des parties spéciales des membres y assurent une circulation d'eau.
L'estomac, souvent subdivisé en deux parties appelées estomac cardiaque et estomac pylorique, est prolongé par l'intestin moyen et accompagné d'un important hépatopancréas, glande qui synthétise les principales enzymes digestives. L'estomac cardiaque comporte un appareil masticateur (moulin gastrique) formé de pièces chitineuses épaissies très mobiles, parfois calcifiées en certaines régions qui forment des sortes d'osselets.
Le système artériel est bien développé.
Le système nerveux est plus ou moins condensé, et parfois réduit, comme chez le crabe, à une seule masse thoracique rattachée aux ganglions cérébroïdes.
Les yeux sont pédonculés et très mobiles en tous sens. Les décapodes sont des podophtalmes.
L'abdomen peut être très long, comme les homards, ou très court, comme chez les tourteaux.
La grande majorité des Crustacés Décapodes éclosent sous la forme d'une larve Zoé.

## Systématique

### Classification

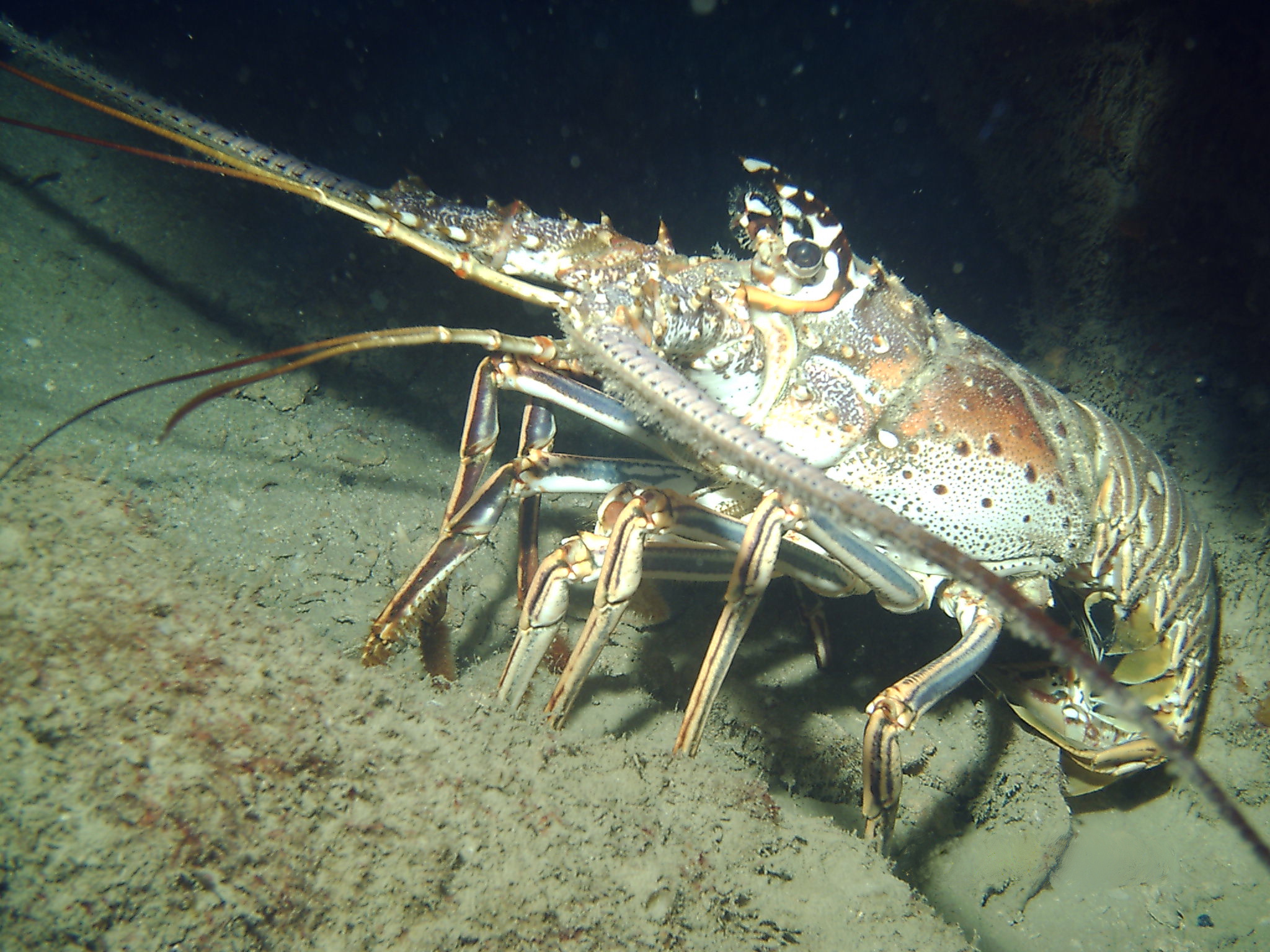
Une langouste blanche (Panulirus argus).

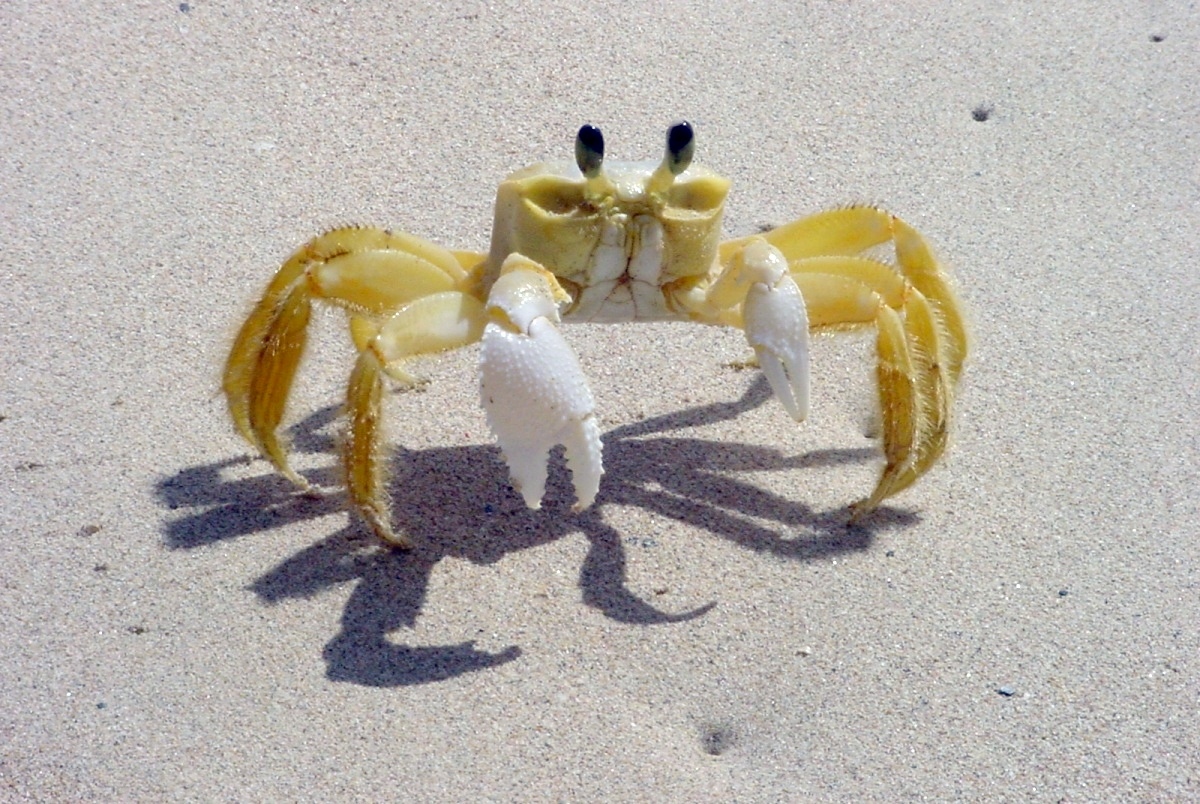
Crabe terrestre Ocypode quadrata

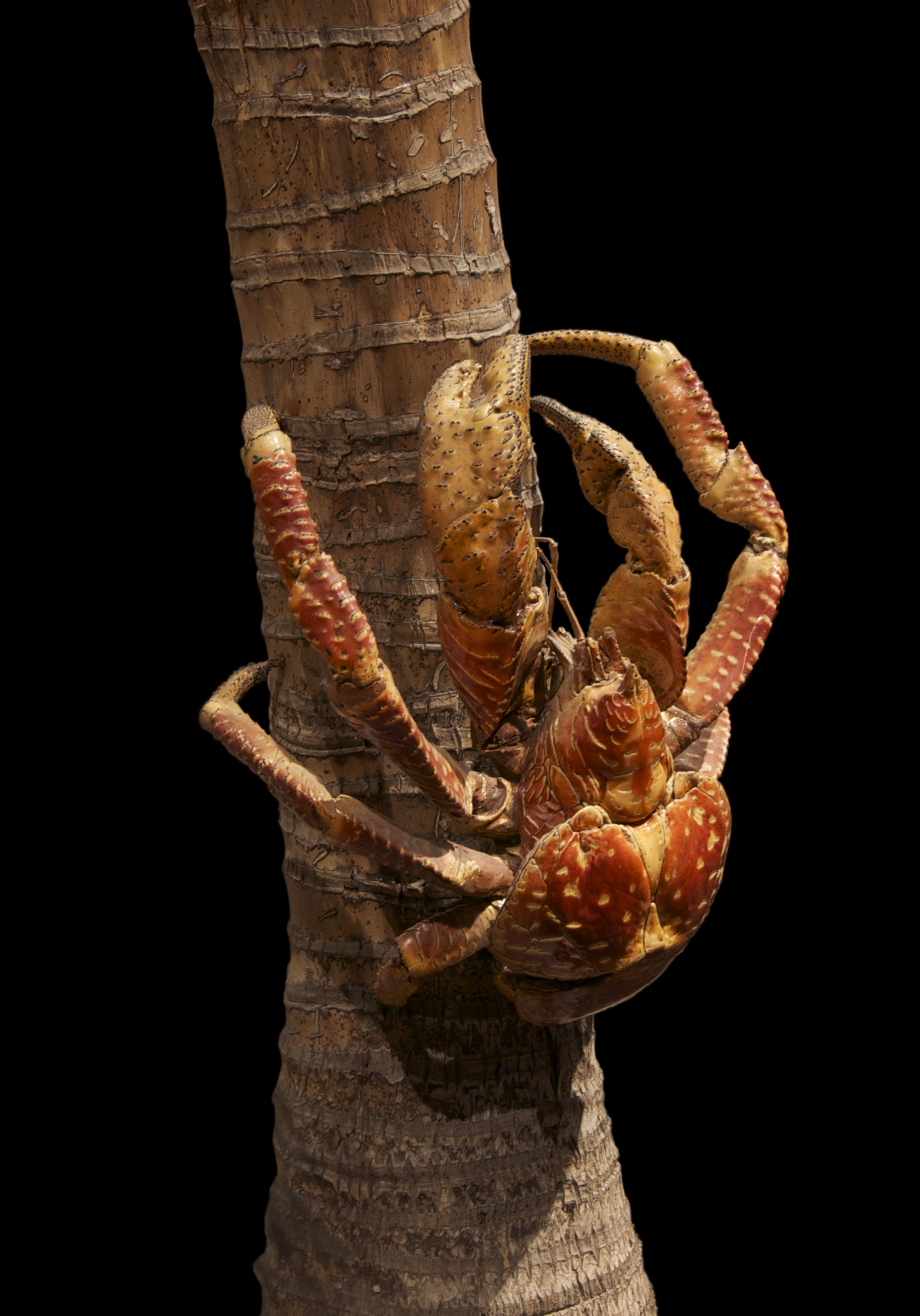
Le Crabe du cocotier (Birgus latro) est le plus gros arthropode terrestre.

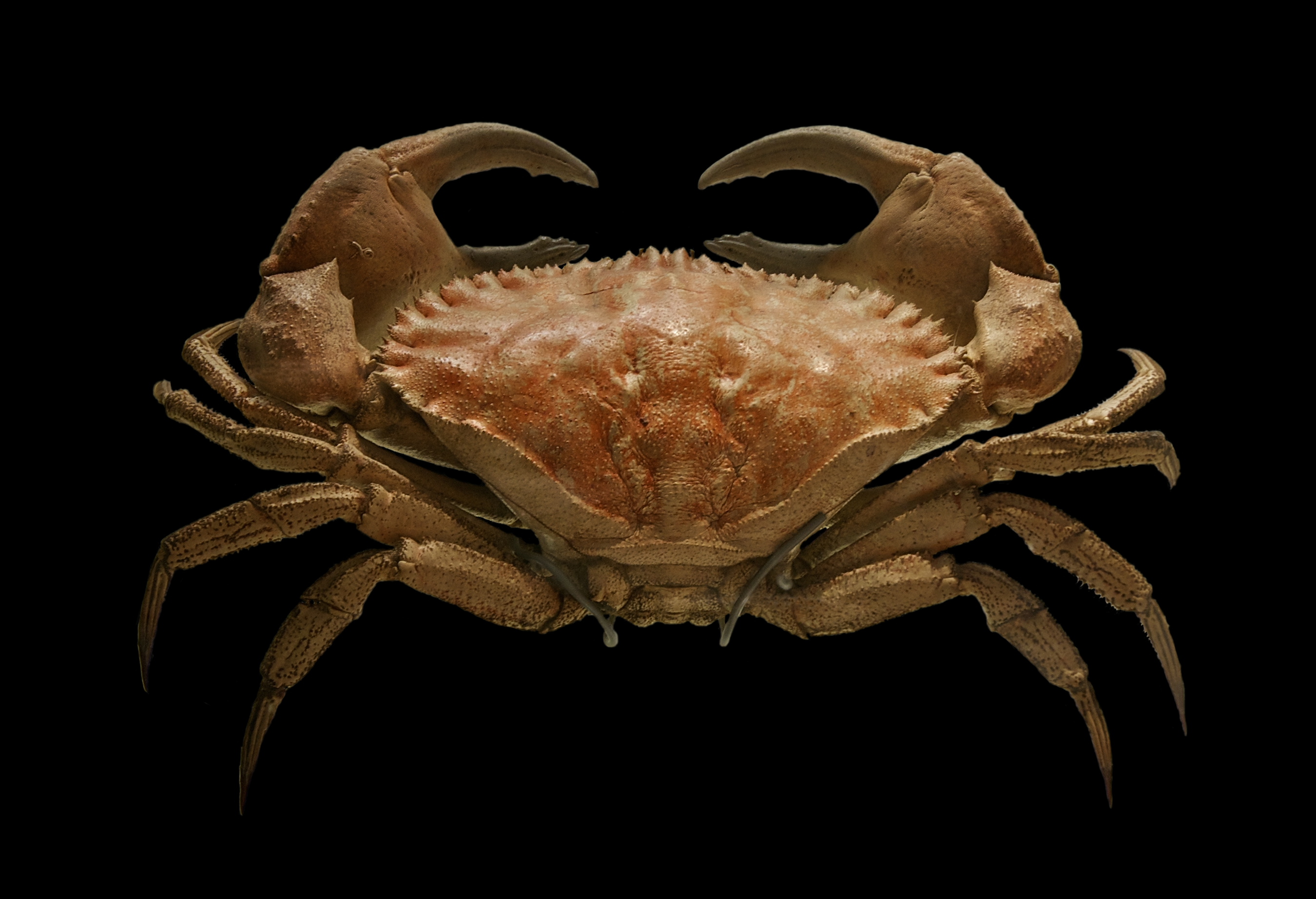
Cancer bellianus

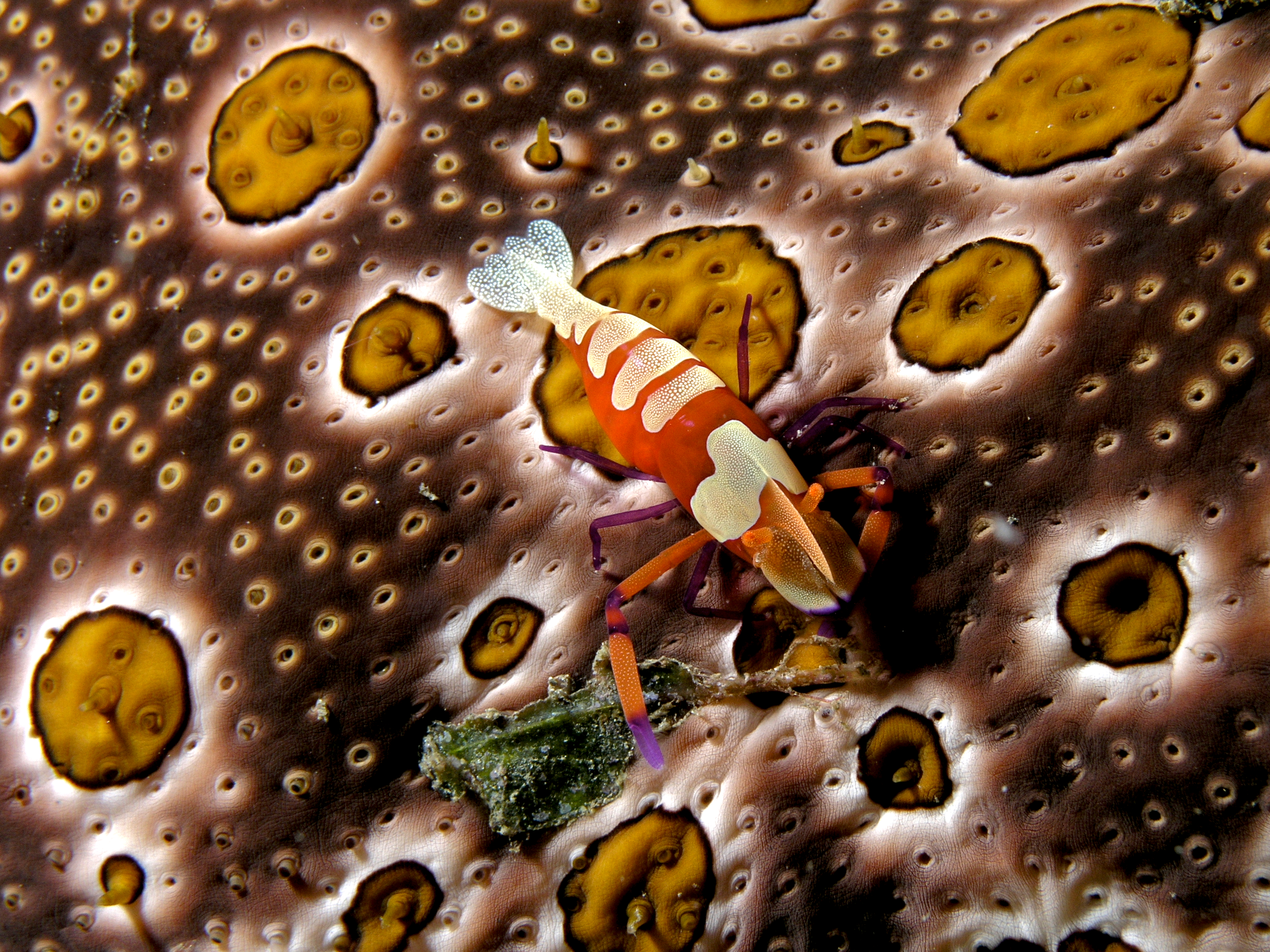
Periclimenes imperator

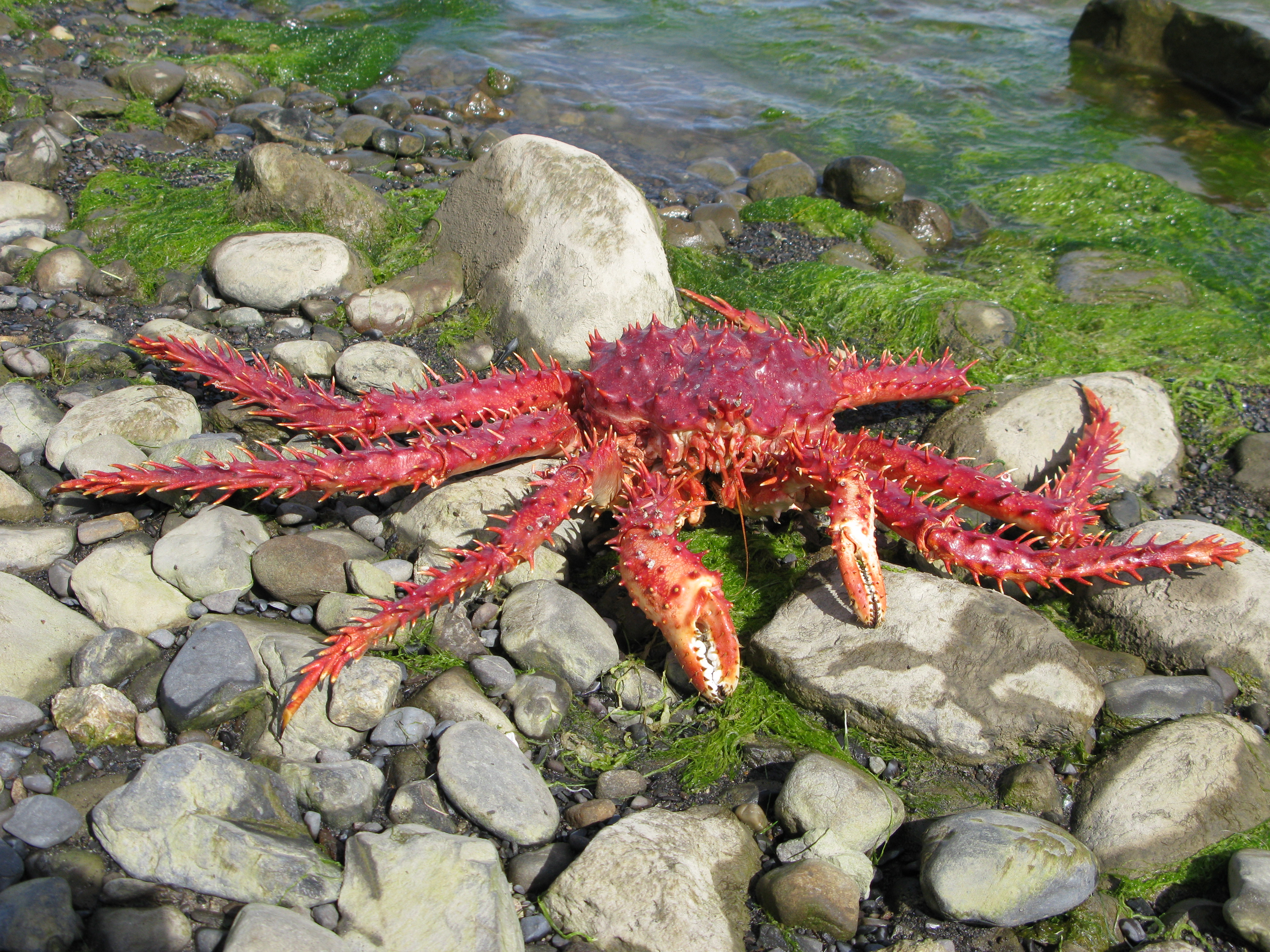
Lithodes santolla, un « crabe royal »

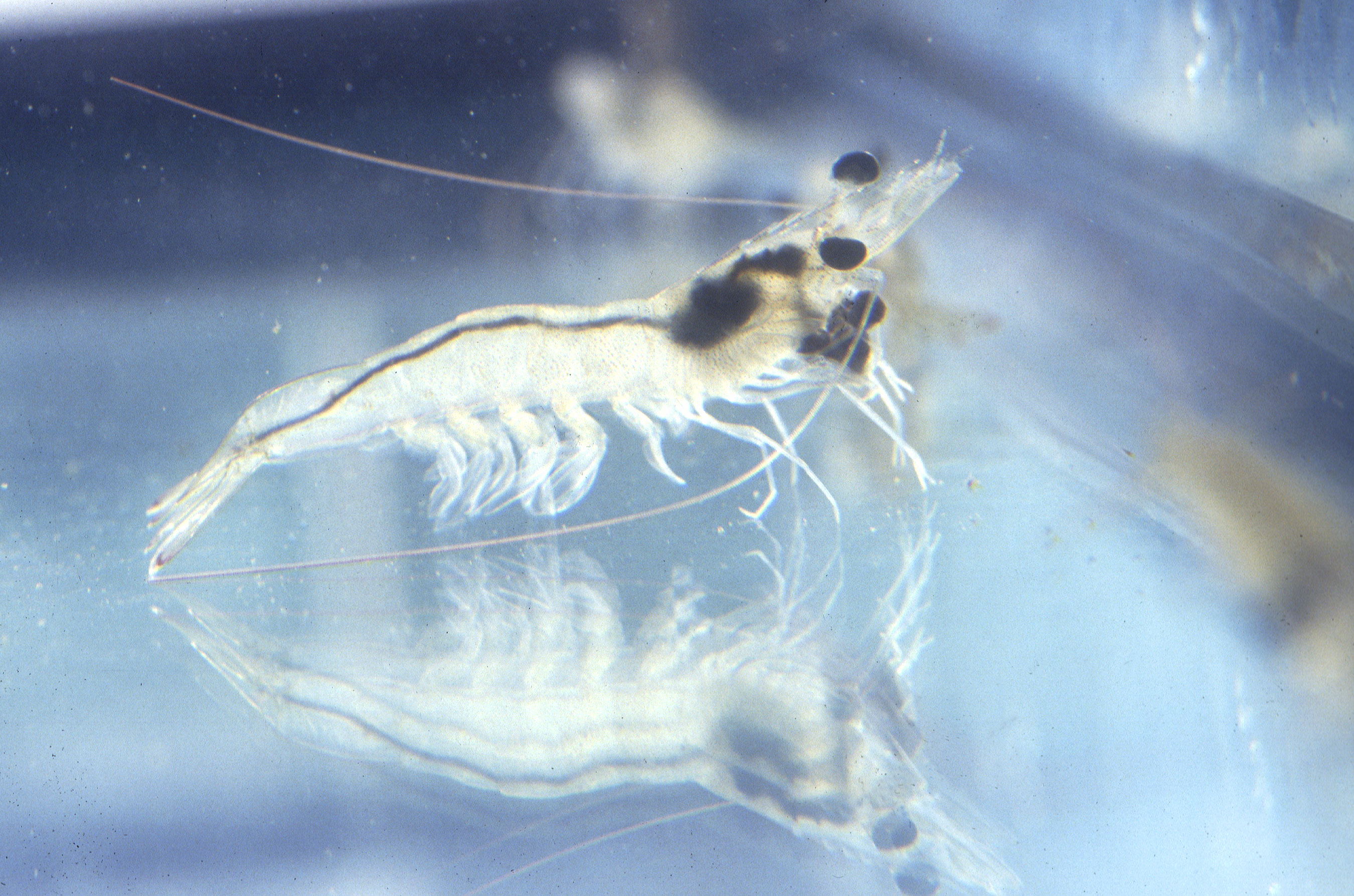
Crevette à pattes blanches (Penaeus vannamei)

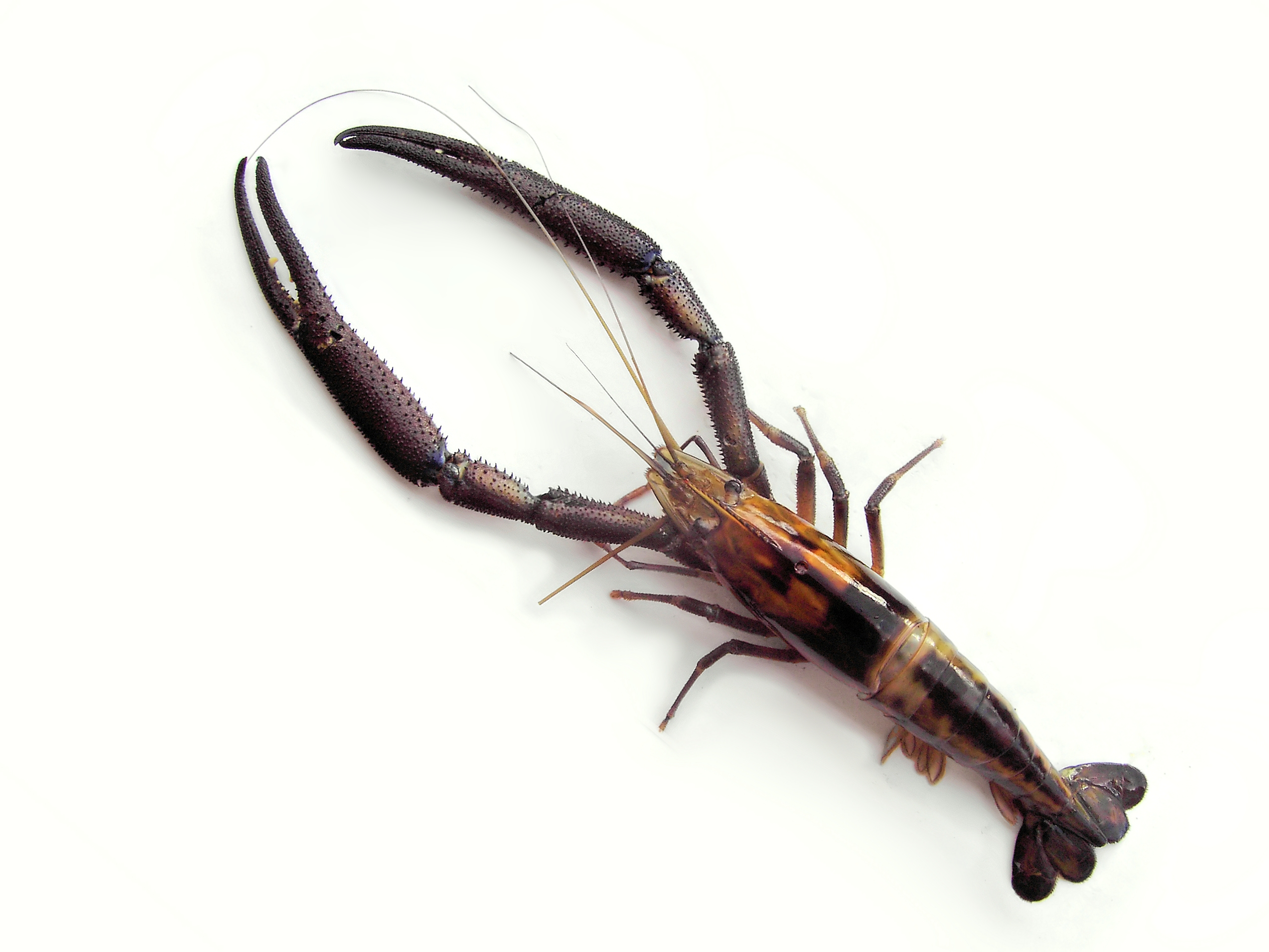
Macrobrachium carcinus

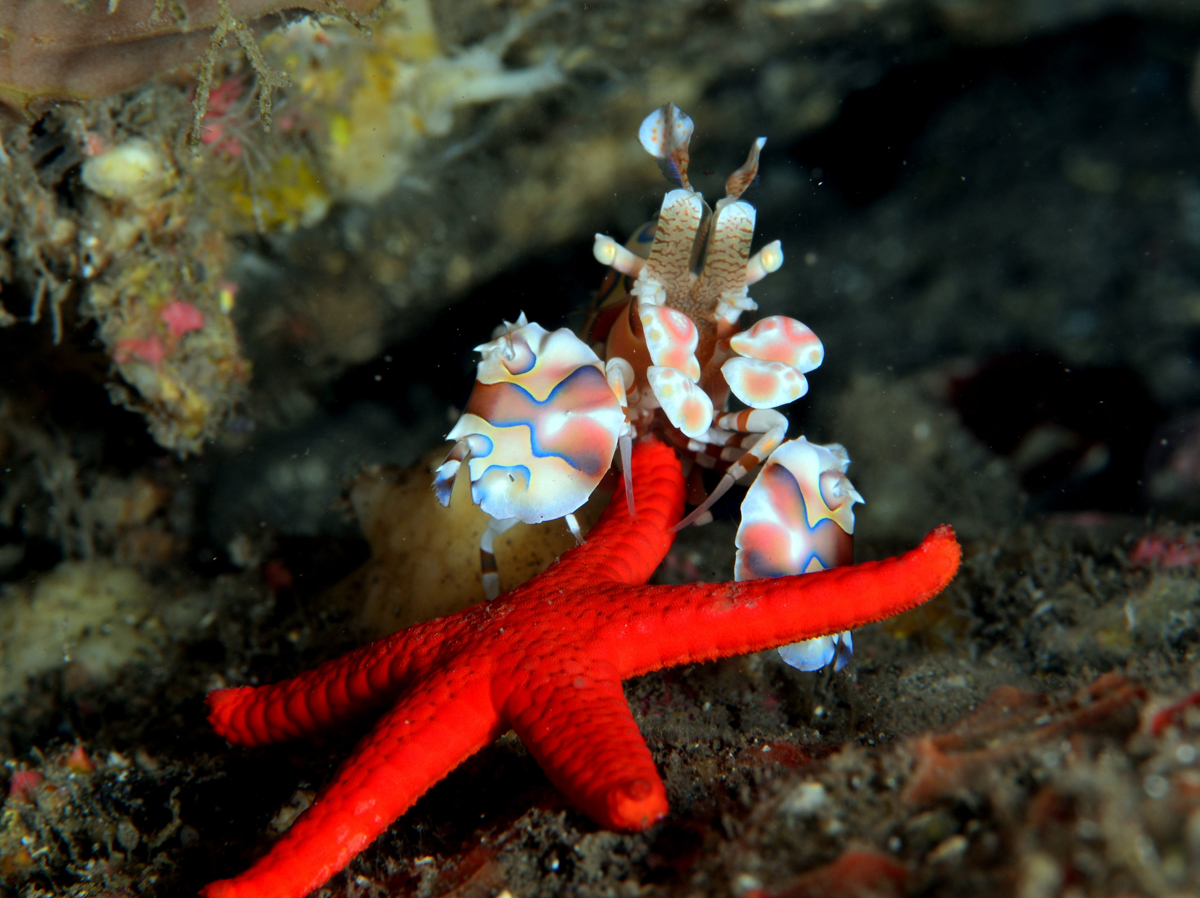
Hymenocera picta

Les Décapodes représentent un ordre de crustacés de la classe Malacostraca. L'ordre des décapodes a été créé par Pierre André Latreille (1762-1833) en 1802.
On les divise traditionnellement en macroures, à abdomen très développé, comme l'écrevisse, le homard et la langouste ; et brachyures, à abdomen court et souvent replié sous le thorax, comme le crabe-tourteau.
Ils sont divisés en deux sous-ordres en fonction de la morphologie des branchies et du mode de gestation :
- Dendrobranchiata Bate, 1888 (pondent leurs ovules dans l'eau)
- Pleocyemata Burkenroad, 1963 (incubent les œufs sur l'abdomen)

et un genre de classification incertaine : Charassocarcinus Van Straelen, 1925
Auparavant, ils étaient classés en deux sous-ordres appelés Natantia, ou décapodes nageurs, et Reptantia, ou décapodes marcheurs.
| Selon World Register of Marine Species (1 avril 2015) : - Sous-ordre des Dendrobranchiata Spence Bate, 1888 - Super-famille des Penaeoidea Rafinesque, 1815 -- Gambas - Super-famille des Sergestoidea Dana, 1852 - Sous-ordre des Pleocyemata Burkenroad, 1963 - infra-ordre des Achelata Scholtz & Richter, 1995 -- langoustes et cigales de mer - infra-ordre des Anomura MacLeay, 1838 - Super-famille des Aegloidea Dana, 1852 -- Crabes d'eau douce latins - Super-famille des Chirostyloidea Ortmann, 1892 -- Fausses galathées - Super-famille des Galatheoidea Samouelle, 1819 -- Galathées - Super-famille des Hippoidea Latreille, 1825 -- Crabes de sable - Super-famille des Lithodoidea Samouelle, 1819 -- Crabes royaux - Super-famille des Lomisoidea Bouvier, 1895 -- Crabe de pierre - Super-famille des Paguroidea Latreille, 1802 -- Bernard-l'ermites - infra-ordre des Axiidea de Saint Laurent, 1979 - infra-ordre des Astacidea Latreille, 1802 -- Écrevisses, homards et langoustines - Super-famille des Astacoidea Latreille, 1802 - Super-famille des Enoplometopoidea Saint Laurent, 1988 - Super-famille des Nephropoidea Dana, 1852 - infra-ordre des Brachyura Latreille, 1802 - Section Eubrachyura - Sous-section Heterotremata -- Crabes - super-famille des Aethroidea Dana, 1851 - super-famille des Bythograeoidea Williams, 1980 - super-famille des Calappoidea De Haan, 1833 - super-famille des Cancroidea Latreille, 1802 - super-famille des Carpilioidea Ortmann, 1893 - super-famille des Cheiragonoidea Ortmann, 1893 - super-famille des Corystoidea Samouelle, 1819 - super-famille des Dairoidea Serène, 1965 - super-famille des Dorippoidea MacLeay, 1838 - super-famille des Eriphioidea MacLeay, 1838 - super-famille des Gecarcinucoidea Rathbun, 1904 - super-famille des Goneplacoidea MacLeay, 1838 - super-famille des Hexapodoidea Miers, 1886 - super-famille des Hymenosomatoidea MacLeay, 1838 - super-famille des Leucosioidea Samouelle, 1819 - super-famille des Majoidea Samouelle, 1819 - super-famille des Orithyioidea Dana, 1852 - super-famille des Palicoidea Bouvier, 1898 - super-famille des Parthenopoidea MacLeay, 1838 - super-famille des Pilumnoidea Samouelle, 1819 - super-famille des Portunoidea Rafinesque, 1815 - super-famille des Potamoidea Ortmann, 1896 - super-famille des Pseudothelphusoidea Ortmann, 1893 - super-famille des Pseudozioidea Alcock, 1898 - super-famille des Retroplumoidea Gill, 1894 - super-famille des Thioidea H. Milne Edwards, 1853 - super-famille des Trapezioidea Miers, 1886 - super-famille des Trichodactyloidea H. Milne Edwards, 1853 - super-famille des Trichopeltarioidea Tavares & Cleva, 2010 - super-famille des Xanthoidea MacLeay, 1838 - Sous-section Raninoida - Sous-section Thoracotremata -- Crabes terrestres - super-famille des Cryptochiroidea Paul'son, 1875 - super-famille des Grapsoidea MacLeay, 1838 - super-famille des Ocypodoidea Rafinesque, 1815 - super-famille des Pinnotheroidea De Haan, 1833 - Section Podotremata -- Crabes irréguliers - - super-famille des Cyclodorippoidea Ortmann, 1892 - super-famille des Dromioidea De Haan, 1833 - super-famille des Homolodromioidea Alcock, 1899 - super-famille des Raninoidea De Haan, 1839 - infra-ordre des Caridea Dana, 1852 -- Crevettes - super-famille des Alpheoidea Rafinesque, 1815 - super-famille des Atyoidea De Haan, 1849 [in De Haan, 1833-1850] - super-famille des Bresilioidea Calman, 1896 - super-famille des Campylonotoidea Sollaud, 1913 - super-famille des Caridea incertae sedis - super-famille des Crangonoidea Haworth, 1825 - super-famille des Nematocarcinoidea Smith, 1884 - super-famille des Oplophoroidea Dana, 1852 - super-famille des Palaemonoidea Rafinesque, 1815 - super-famille des Pandaloidea Haworth, 1825 - super-famille des Pasiphaeoidea Dana, 1852 - super-famille des Physetocaridoidea Chace, 1940 - super-famille des Processoidea Ortmann, 1896 - super-famille des Psalidopodoidea Wood-Mason [in Wood-Mason & Alcock, 1892] - super-famille des Stylodactyloidea Spence Bate, 1888 - infra-ordre des Gebiidea de Saint Laurent, 1979 -- Crevettes de vase - infra-ordre des Glypheidea Van Straelen, 1925 - Super-famille des Glypheoidea Winkler, 1882 - infra-ordre des Polychelida Scholtz & Richter, 1995 - Super-famille des Eryonoidea - infra-ordre des Procarididea Felgenhauer & Abele, 1983 - infra-ordre des Stenopodidea Claus, 1872 -- Crevettes à grandes pattes | Classification alternative : - Sous-ordre des Dendrobranchiata - Super-famille des Penaeoidea - Aristeidae - Benthesicymidae - Penaeidae - Sicyoniidae - Solenoceridae - Super-famille des Sergestoidea - Luciferidae - Sergestidae - Sous-ordre des Pleocyemata - Infra-ordre des Anomura - Super-famille des Galatheoidea - Hippoidea - Lomisoidea - Paguroidea - Astacidea - Super-famille des Astacoidea - Enoplometopoidea - Glypheoidea - Nephropoidea - Parastacoidea - Infra-ordre des Brachyura - Super-famille des Bellioidea - Bythograeoidea - Calappoidea - Cancroidea - Cryptochiroidea - Cyclodorippoidea - Dorippoidea - Dromioidea - Gecarcinucoidea - Grapsoidea - Homolodromioidea - Homoloidea - Hymenosomatoidea - Leucosioidea - Majoidea - Ocypodoidea - Parthenopoidea - Pinnotheroidea - Portunoidea - Potamoidea - Pseudothelphusoidea - Raninoidea - Retroplumoidea - Xanthoidea - Infra-ordre des Caridea - Super-famille des Alpheoidea - Atyoidea - Bresilioidea - Campylonotoidea - Crangonoidea - Galatheacaridoidea - Nematocarcinoidea - Oplophoroidea - Palaemonoidea - Pandaloidea - Pasiphaeoidea - Physetocaridoidea - Procaridoidea - Processoidea - Psalidopodoidea - Stylodactyloidea - Infra-ordre des Palinura - Super-famille des Eryonoidea - Palinuroidea - Infra-ordre des Polychelida Scholtz & Richter, 1995 - Coleiidae Famille éteinte - Eryonidae - Palaeopentachelidae - Polychelidae - Tetrachelidae - Infra-ordre des Stenopodidea - Thalassinidea |

### Phylogénie
Le cladogramme ci-dessous résulte de l'analyse de Wolfe et al., 2019.
|  | Stenopodidea (crevettes boxeuses)                                         |
|  |                                                                           |
|  | \| \| Procarididea \| \| \| \| \| \| Caridea (vraie crevette) \| \| \| \| |
|  |                                                                           |
|  | Procarididea                                                              |
|  |                                                                           |
|  | Caridea (vraie crevette)                                                  |
|  |                                                                           |

|  | Procarididea             |
|  |                          |
|  | Caridea (vraie crevette) |
|  |                          |

|  | Achelata (langoustes, cigales de mer)                                                                  |
|  | |
|  | \| \| Polychelida (crustacés benthiques) \| \| \| \| \| \| Astacidea (homards, écrevisses) \| \| \| \| |
|  | |
|  | Polychelida (crustacés benthiques)                                                                     |
|  | |
|  | Astacidea (homards, écrevisses)                                                                        |
|  | |

|  | Polychelida (crustacés benthiques) |
|  |                                    |
|  | Astacidea (homards, écrevisses)    |
|  |                                    |

|  | Gebiidea (langoustes et crevettes de boue )                                                 |
|  |                                                                                             |
|  | \| \| Anomura (bernard-l'ermite et autres) \| \| \| \| \| \| Brachyura (crabes) \| \| \| \| |
|  |                                                                                             |
|  | Anomura (bernard-l'ermite et autres)                                                        |
|  |                                                                                             |
|  | Brachyura (crabes)                                                                          |
|  |                                                                                             |

|  | Anomura (bernard-l'ermite et autres) |
|  |                                      |
|  | Brachyura (crabes)                   |
|  |                                      |

|  | Gebiidea (langoustes et crevettes de boue )                                                 |
|  |                                                                                             |
|  | \| \| Anomura (bernard-l'ermite et autres) \| \| \| \| \| \| Brachyura (crabes) \| \| \| \| |
|  |                                                                                             |
|  | Anomura (bernard-l'ermite et autres)                                                        |
|  |                                                                                             |
|  | Brachyura (crabes)                                                                          |
|  |                                                                                             |

|  | Anomura (bernard-l'ermite et autres) |
|  |                                      |
|  | Brachyura (crabes)                   |
|  |                                      |

|  | Achelata (langoustes, cigales de mer)                                                                  |
|  | |
|  | \| \| Polychelida (crustacés benthiques) \| \| \| \| \| \| Astacidea (homards, écrevisses) \| \| \| \| |
|  | |
|  | Polychelida (crustacés benthiques)                                                                     |
|  | |
|  | Astacidea (homards, écrevisses)                                                                        |
|  | |

|  | Polychelida (crustacés benthiques) |
|  |                                    |
|  | Astacidea (homards, écrevisses)    |
|  |                                    |

|  | Gebiidea (langoustes et crevettes de boue )                                                 |
|  |                                                                                             |
|  | \| \| Anomura (bernard-l'ermite et autres) \| \| \| \| \| \| Brachyura (crabes) \| \| \| \| |
|  |                                                                                             |
|  | Anomura (bernard-l'ermite et autres)                                                        |
|  |                                                                                             |
|  | Brachyura (crabes)                                                                          |
|  |                                                                                             |

|  | Anomura (bernard-l'ermite et autres) |
|  |                                      |
|  | Brachyura (crabes)                   |
|  |                                      |

|  | Gebiidea (langoustes et crevettes de boue )                                                 |
|  |                                                                                             |
|  | \| \| Anomura (bernard-l'ermite et autres) \| \| \| \| \| \| Brachyura (crabes) \| \| \| \| |
|  |                                                                                             |
|  | Anomura (bernard-l'ermite et autres)                                                        |
|  |                                                                                             |
|  | Brachyura (crabes)                                                                          |
|  |                                                                                             |

|  | Anomura (bernard-l'ermite et autres) |
|  |                                      |
|  | Brachyura (crabes)                   |
|  |                                      |

|  | Stenopodidea (crevettes boxeuses)                                         |
|  |                                                                           |
|  | \| \| Procarididea \| \| \| \| \| \| Caridea (vraie crevette) \| \| \| \| |
|  |                                                                           |
|  | Procarididea                                                              |
|  |                                                                           |
|  | Caridea (vraie crevette)                                                  |
|  |                                                                           |

|  | Procarididea             |
|  |                          |
|  | Caridea (vraie crevette) |
|  |                          |

|  | Achelata (langoustes, cigales de mer)                                                                  |
|  | |
|  | \| \| Polychelida (crustacés benthiques) \| \| \| \| \| \| Astacidea (homards, écrevisses) \| \| \| \| |
|  | |
|  | Polychelida (crustacés benthiques)                                                                     |
|  | |
|  | Astacidea (homards, écrevisses)                                                                        |
|  | |

|  | Polychelida (crustacés benthiques) |
|  |                                    |
|  | Astacidea (homards, écrevisses)    |
|  |                                    |

|  | Gebiidea (langoustes et crevettes de boue )                                                 |
|  |                                                                                             |
|  | \| \| Anomura (bernard-l'ermite et autres) \| \| \| \| \| \| Brachyura (crabes) \| \| \| \| |
|  |                                                                                             |
|  | Anomura (bernard-l'ermite et autres)                                                        |
|  |                                                                                             |
|  | Brachyura (crabes)                                                                          |
|  |                                                                                             |

|  | Anomura (bernard-l'ermite et autres) |
|  |                                      |
|  | Brachyura (crabes)                   |
|  |                                      |

|  | Gebiidea (langoustes et crevettes de boue )                                                 |
|  |                                                                                             |
|  | \| \| Anomura (bernard-l'ermite et autres) \| \| \| \| \| \| Brachyura (crabes) \| \| \| \| |
|  |                                                                                             |
|  | Anomura (bernard-l'ermite et autres)                                                        |
|  |                                                                                             |
|  | Brachyura (crabes)                                                                          |
|  |                                                                                             |

|  | Anomura (bernard-l'ermite et autres) |
|  |                                      |
|  | Brachyura (crabes)                   |
|  |                                      |

|  | Achelata (langoustes, cigales de mer)                                                                  |
|  | |
|  | \| \| Polychelida (crustacés benthiques) \| \| \| \| \| \| Astacidea (homards, écrevisses) \| \| \| \| |
|  | |
|  | Polychelida (crustacés benthiques)                                                                     |
|  | |
|  | Astacidea (homards, écrevisses)                                                                        |
|  | |

|  | Polychelida (crustacés benthiques) |
|  |                                    |
|  | Astacidea (homards, écrevisses)    |
|  |                                    |

|  | Gebiidea (langoustes et crevettes de boue )                                                 |
|  |                                                                                             |
|  | \| \| Anomura (bernard-l'ermite et autres) \| \| \| \| \| \| Brachyura (crabes) \| \| \| \| |
|  |                                                                                             |
|  | Anomura (bernard-l'ermite et autres)                                                        |
|  |                                                                                             |
|  | Brachyura (crabes)                                                                          |
|  |                                                                                             |

|  | Anomura (bernard-l'ermite et autres) |
|  |                                      |
|  | Brachyura (crabes)                   |
|  |                                      |

|  | Gebiidea (langoustes et crevettes de boue )                                                 |
|  |                                                                                             |
|  | \| \| Anomura (bernard-l'ermite et autres) \| \| \| \| \| \| Brachyura (crabes) \| \| \| \| |
|  |                                                                                             |
|  | Anomura (bernard-l'ermite et autres)                                                        |
|  |                                                                                             |
|  | Brachyura (crabes)                                                                          |
|  |                                                                                             |

|  | Anomura (bernard-l'ermite et autres) |
|  |                                      |
|  | Brachyura (crabes)                   |
|  |                                      |

|  | Stenopodidea (crevettes boxeuses)                                         |
|  |                                                                           |
|  | \| \| Procarididea \| \| \| \| \| \| Caridea (vraie crevette) \| \| \| \| |
|  |                                                                           |
|  | Procarididea                                                              |
|  |                                                                           |
|  | Caridea (vraie crevette)                                                  |
|  |                                                                           |

|  | Procarididea             |
|  |                          |
|  | Caridea (vraie crevette) |
|  |                          |

|  | Achelata (langoustes, cigales de mer)                                                                  |
|  | |
|  | \| \| Polychelida (crustacés benthiques) \| \| \| \| \| \| Astacidea (homards, écrevisses) \| \| \| \| |
|  | |
|  | Polychelida (crustacés benthiques)                                                                     |
|  | |
|  | Astacidea (homards, écrevisses)                                                                        |
|  | |

|  | Polychelida (crustacés benthiques) |
|  |                                    |
|  | Astacidea (homards, écrevisses)    |
|  |                                    |

|  | Gebiidea (langoustes et crevettes de boue )                                                 |
|  |                                                                                             |
|  | \| \| Anomura (bernard-l'ermite et autres) \| \| \| \| \| \| Brachyura (crabes) \| \| \| \| |
|  |                                                                                             |
|  | Anomura (bernard-l'ermite et autres)                                                        |
|  |                                                                                             |
|  | Brachyura (crabes)                                                                          |
|  |                                                                                             |

|  | Anomura (bernard-l'ermite et autres) |
|  |                                      |
|  | Brachyura (crabes)                   |
|  |                                      |

|  | Gebiidea (langoustes et crevettes de boue )                                                 |
|  |                                                                                             |
|  | \| \| Anomura (bernard-l'ermite et autres) \| \| \| \| \| \| Brachyura (crabes) \| \| \| \| |
|  |                                                                                             |
|  | Anomura (bernard-l'ermite et autres)                                                        |
|  |                                                                                             |
|  | Brachyura (crabes)                                                                          |
|  |                                                                                             |

|  | Anomura (bernard-l'ermite et autres) |
|  |                                      |
|  | Brachyura (crabes)                   |
|  |                                      |

|  | Achelata (langoustes, cigales de mer)                                                                  |
|  | |
|  | \| \| Polychelida (crustacés benthiques) \| \| \| \| \| \| Astacidea (homards, écrevisses) \| \| \| \| |
|  | |
|  | Polychelida (crustacés benthiques)                                                                     |
|  | |
|  | Astacidea (homards, écrevisses)                                                                        |
|  | |

|  | Polychelida (crustacés benthiques) |
|  |                                    |
|  | Astacidea (homards, écrevisses)    |
|  |                                    |

|  | Gebiidea (langoustes et crevettes de boue )                                                 |
|  |                                                                                             |
|  | \| \| Anomura (bernard-l'ermite et autres) \| \| \| \| \| \| Brachyura (crabes) \| \| \| \| |
|  |                                                                                             |
|  | Anomura (bernard-l'ermite et autres)                                                        |
|  |                                                                                             |
|  | Brachyura (crabes)                                                                          |
|  |                                                                                             |

|  | Anomura (bernard-l'ermite et autres) |
|  |                                      |
|  | Brachyura (crabes)                   |
|  |                                      |

|  | Gebiidea (langoustes et crevettes de boue )                                                 |
|  |                                                                                             |
|  | \| \| Anomura (bernard-l'ermite et autres) \| \| \| \| \| \| Brachyura (crabes) \| \| \| \| |
|  |                                                                                             |
|  | Anomura (bernard-l'ermite et autres)                                                        |
|  |                                                                                             |
|  | Brachyura (crabes)                                                                          |
|  |                                                                                             |

|  | Anomura (bernard-l'ermite et autres) |
|  |                                      |
|  | Brachyura (crabes)                   |
|  |                                      |

|  | Stenopodidea (crevettes boxeuses)                                         |
|  |                                                                           |
|  | \| \| Procarididea \| \| \| \| \| \| Caridea (vraie crevette) \| \| \| \| |
|  |                                                                           |
|  | Procarididea                                                              |
|  |                                                                           |
|  | Caridea (vraie crevette)                                                  |
|  |                                                                           |

|  | Procarididea             |
|  |                          |
|  | Caridea (vraie crevette) |
|  |                          |

|  | Achelata (langoustes, cigales de mer)                                                                  |
|  | |
|  | \| \| Polychelida (crustacés benthiques) \| \| \| \| \| \| Astacidea (homards, écrevisses) \| \| \| \| |
|  | |
|  | Polychelida (crustacés benthiques)                                                                     |
|  | |
|  | Astacidea (homards, écrevisses)                                                                        |
|  | |

|  | Polychelida (crustacés benthiques) |
|  |                                    |
|  | Astacidea (homards, écrevisses)    |
|  |                                    |

|  | Gebiidea (langoustes et crevettes de boue )                                                 |
|  |                                                                                             |
|  | \| \| Anomura (bernard-l'ermite et autres) \| \| \| \| \| \| Brachyura (crabes) \| \| \| \| |
|  |                                                                                             |
|  | Anomura (bernard-l'ermite et autres)                                                        |
|  |                                                                                             |
|  | Brachyura (crabes)                                                                          |
|  |                                                                                             |

|  | Anomura (bernard-l'ermite et autres) |
|  |                                      |
|  | Brachyura (crabes)                   |
|  |                                      |

|  | Gebiidea (langoustes et crevettes de boue )                                                 |
|  |                                                                                             |
|  | \| \| Anomura (bernard-l'ermite et autres) \| \| \| \| \| \| Brachyura (crabes) \| \| \| \| |
|  |                                                                                             |
|  | Anomura (bernard-l'ermite et autres)                                                        |
|  |                                                                                             |
|  | Brachyura (crabes)                                                                          |
|  |                                                                                             |

|  | Anomura (bernard-l'ermite et autres) |
|  |                                      |
|  | Brachyura (crabes)                   |
|  |                                      |

|  | Achelata (langoustes, cigales de mer)                                                                  |
|  | |
|  | \| \| Polychelida (crustacés benthiques) \| \| \| \| \| \| Astacidea (homards, écrevisses) \| \| \| \| |
|  | |
|  | Polychelida (crustacés benthiques)                                                                     |
|  | |
|  | Astacidea (homards, écrevisses)                                                                        |
|  | |

|  | Polychelida (crustacés benthiques) |
|  |                                    |
|  | Astacidea (homards, écrevisses)    |
|  |                                    |

|  | Gebiidea (langoustes et crevettes de boue )                                                 |
|  |                                                                                             |
|  | \| \| Anomura (bernard-l'ermite et autres) \| \| \| \| \| \| Brachyura (crabes) \| \| \| \| |
|  |                                                                                             |
|  | Anomura (bernard-l'ermite et autres)                                                        |
|  |                                                                                             |
|  | Brachyura (crabes)                                                                          |
|  |                                                                                             |

|  | Anomura (bernard-l'ermite et autres) |
|  |                                      |
|  | Brachyura (crabes)                   |
|  |                                      |

|  | Gebiidea (langoustes et crevettes de boue )                                                 |
|  |                                                                                             |
|  | \| \| Anomura (bernard-l'ermite et autres) \| \| \| \| \| \| Brachyura (crabes) \| \| \| \| |
|  |                                                                                             |
|  | Anomura (bernard-l'ermite et autres)                                                        |
|  |                                                                                             |
|  | Brachyura (crabes)                                                                          |
|  |                                                                                             |

|  | Anomura (bernard-l'ermite et autres) |
|  |                                      |
|  | Brachyura (crabes)                   |
|  |                                      |

## Galerie de photographies

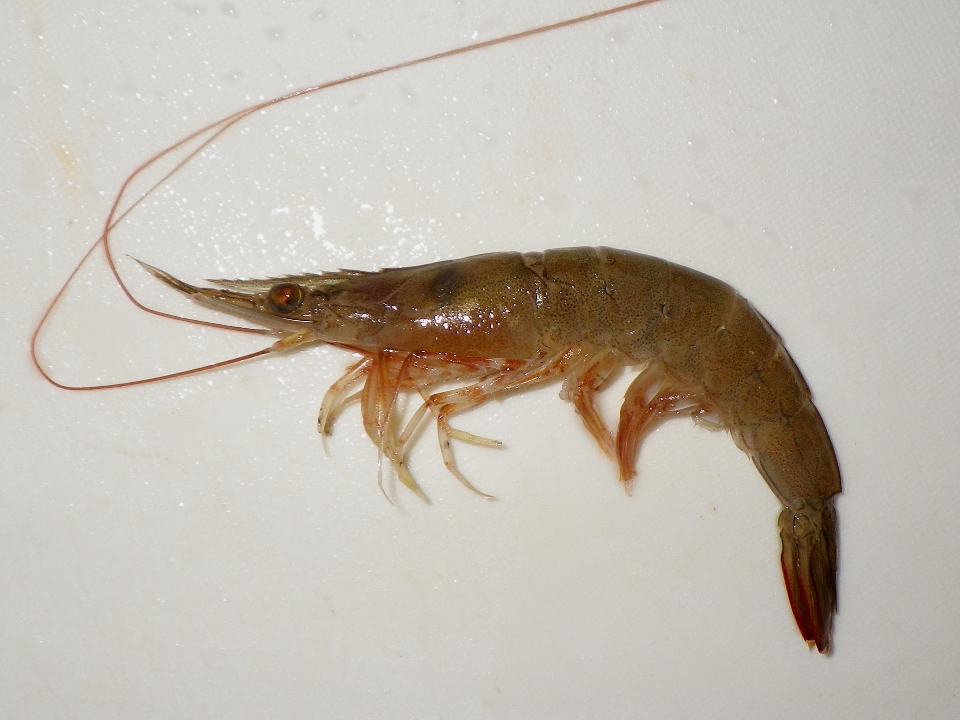
Metapenaeus ensis, de la super-famille des Penaeoidea.
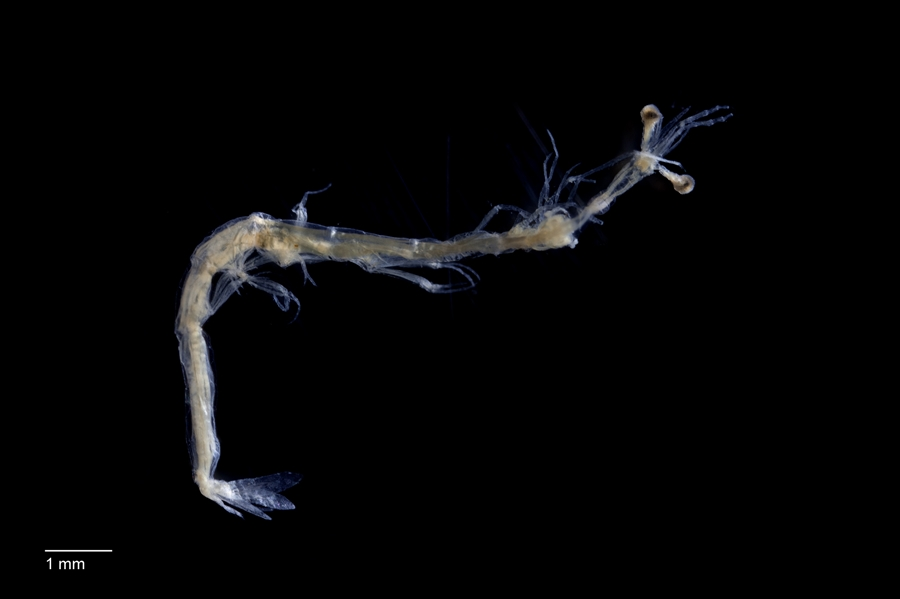
Lucifer hanseni, de la super-famille des Sergestoidea.
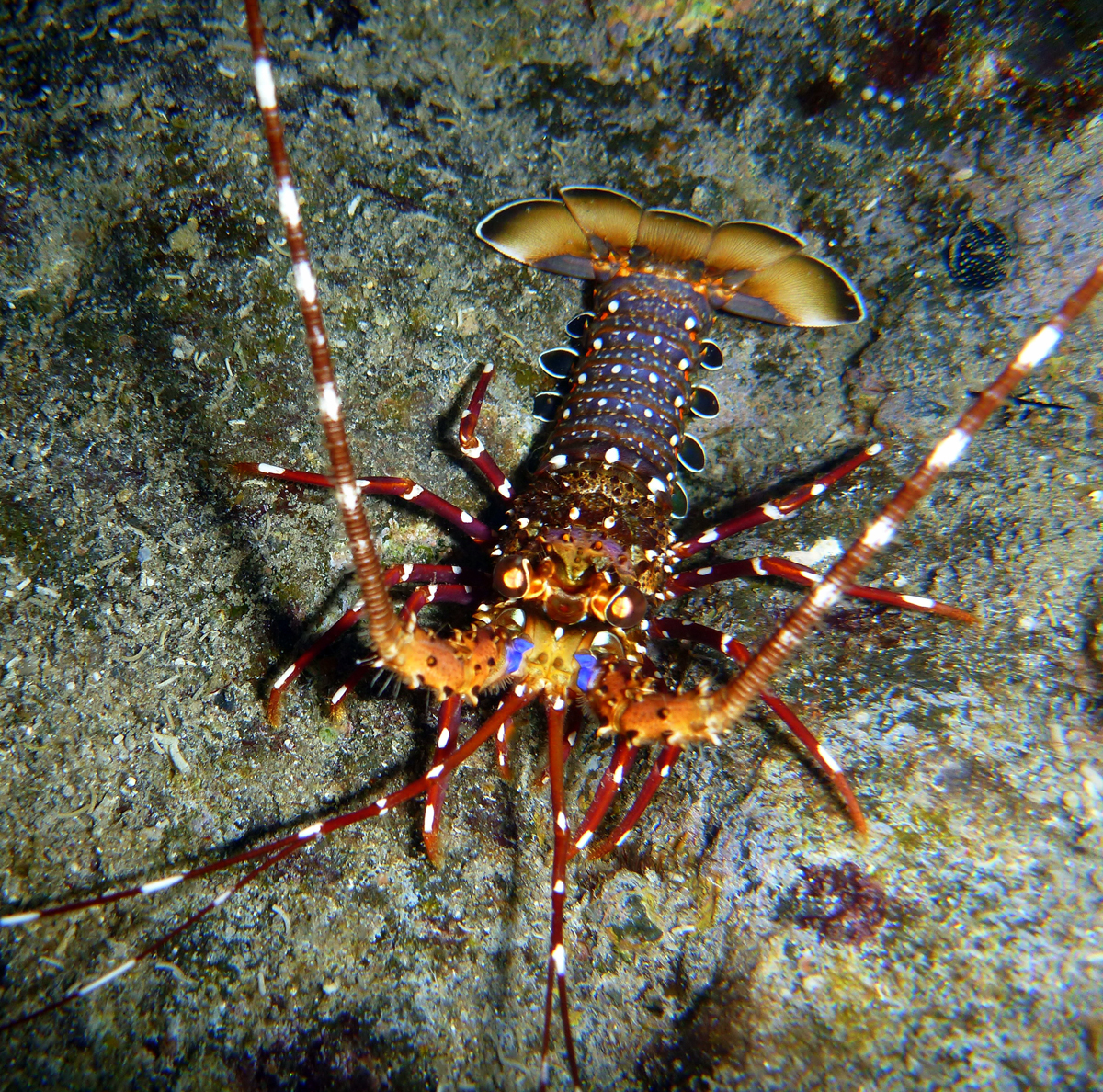
Panulirus longipes, de l’infra-ordre des Achelata.
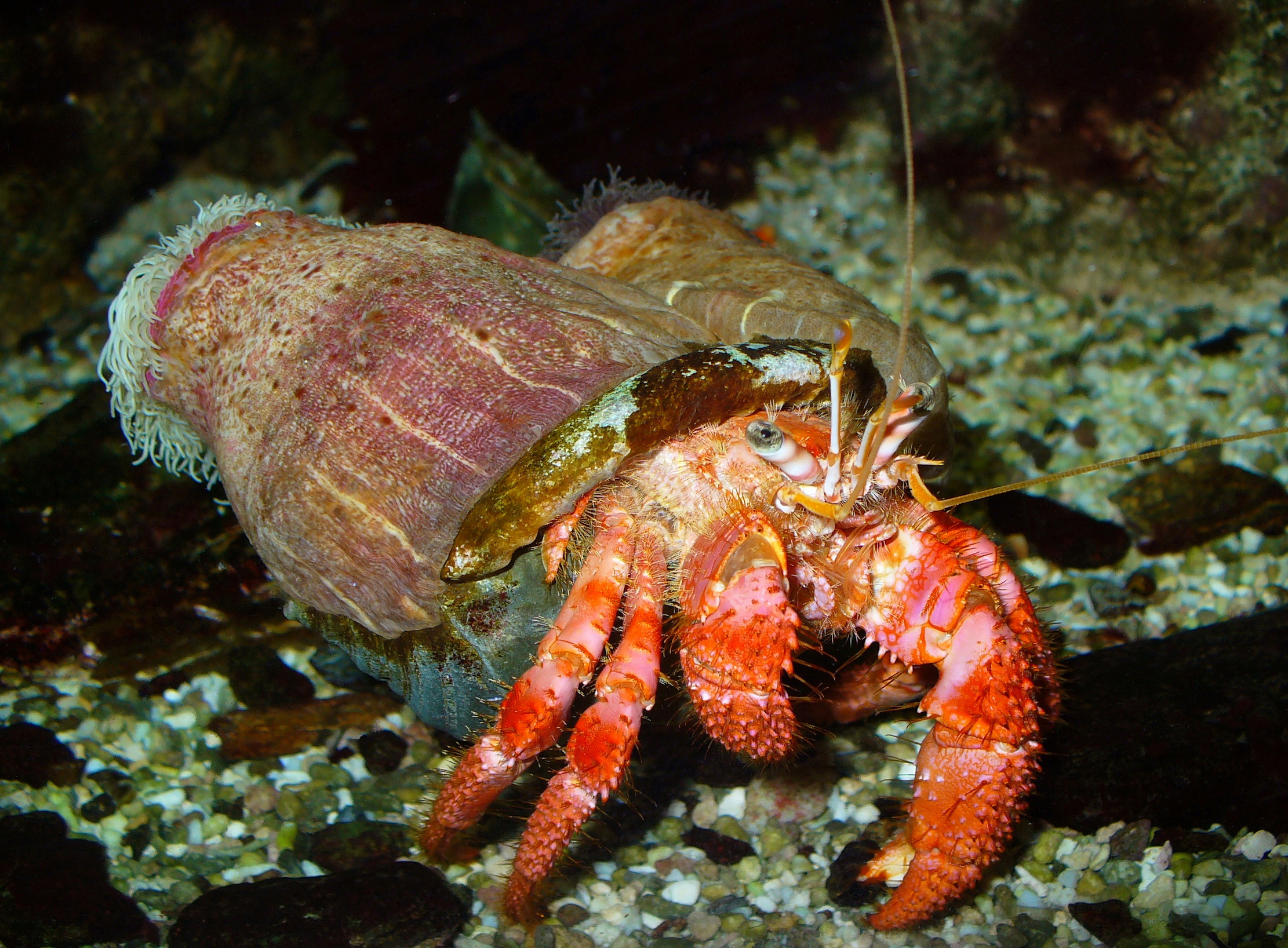
Dardanus calidus, de l’infra-ordre des Anomura.
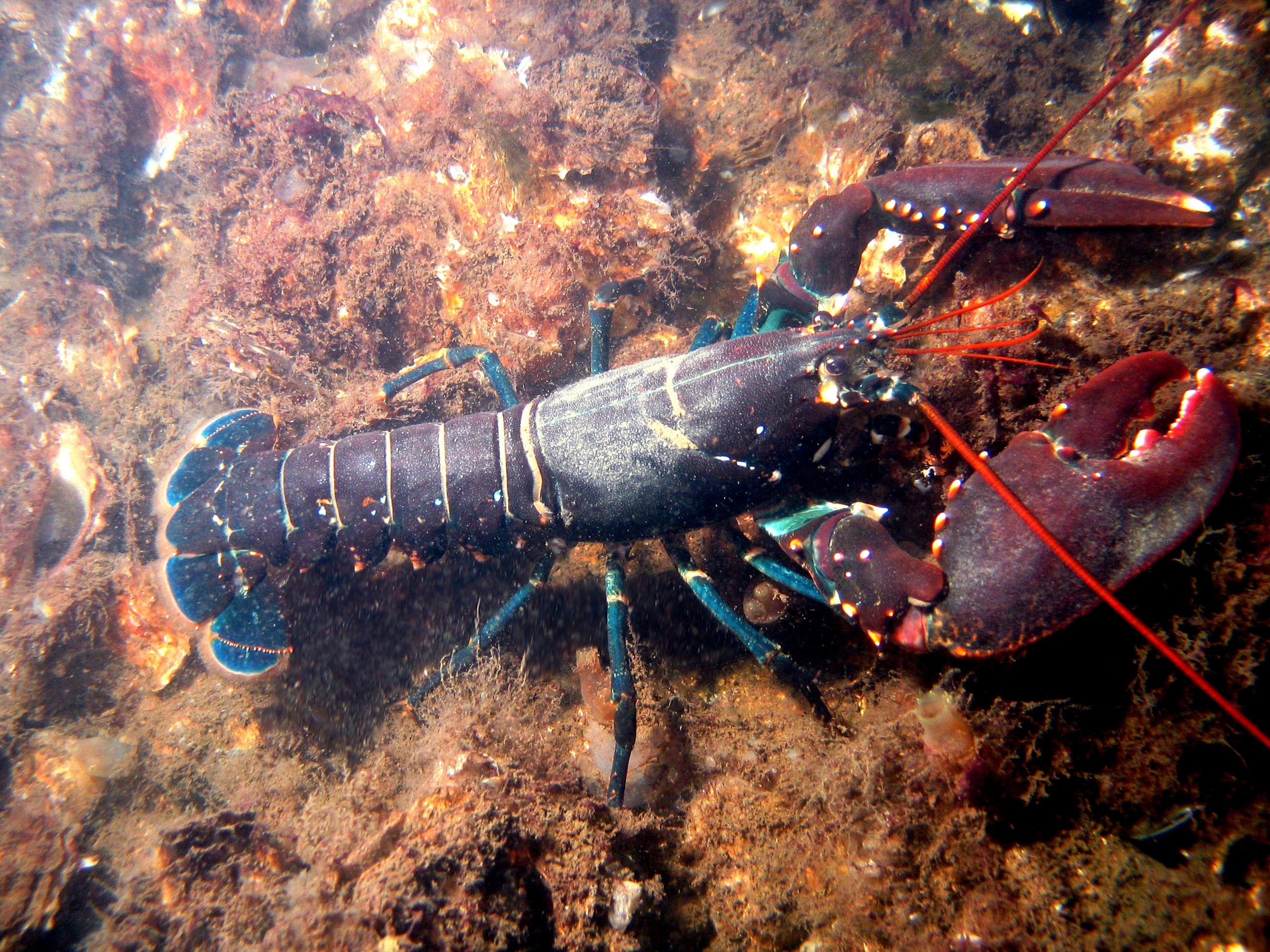
Homarus gammarus, de la super-famille des Astacidea.
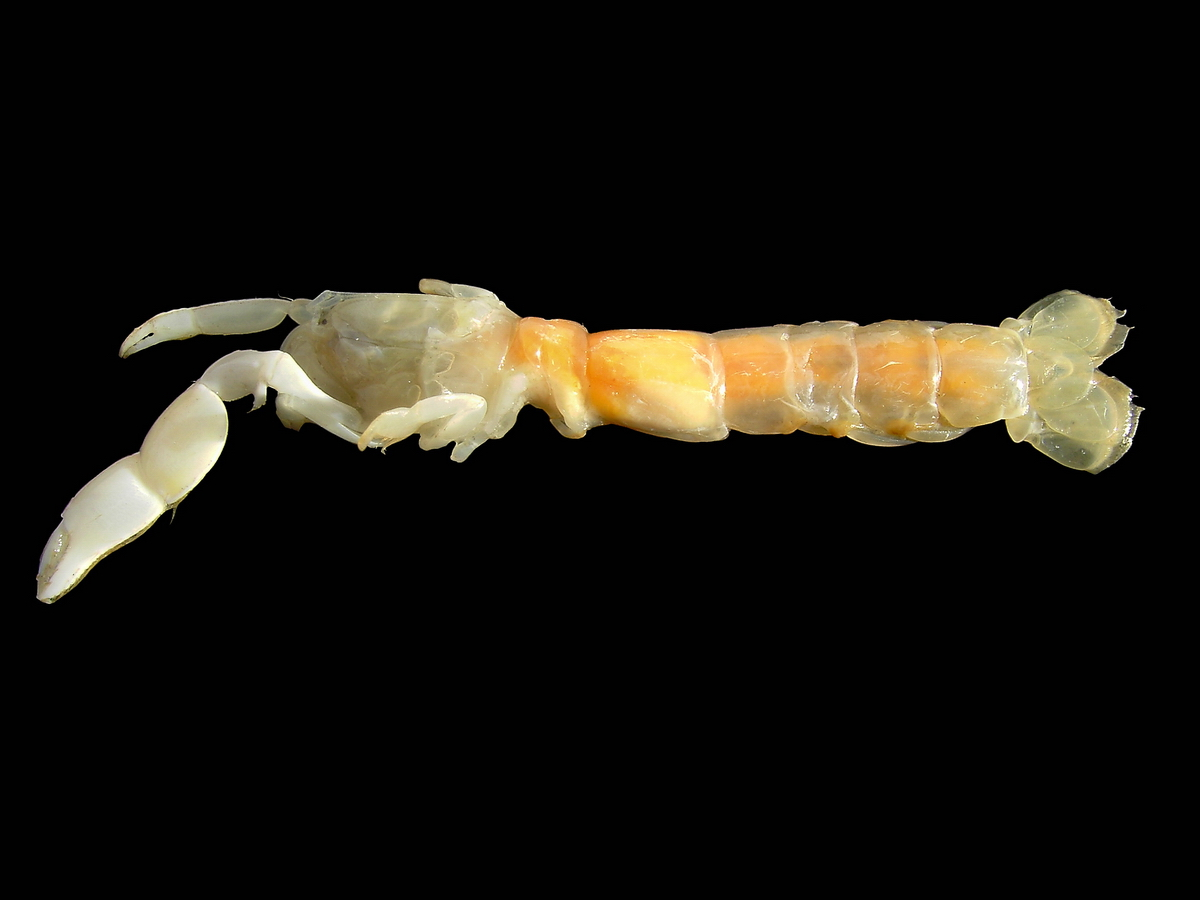
Pestarella tyrrhena, de la super-famille des Axiidea.
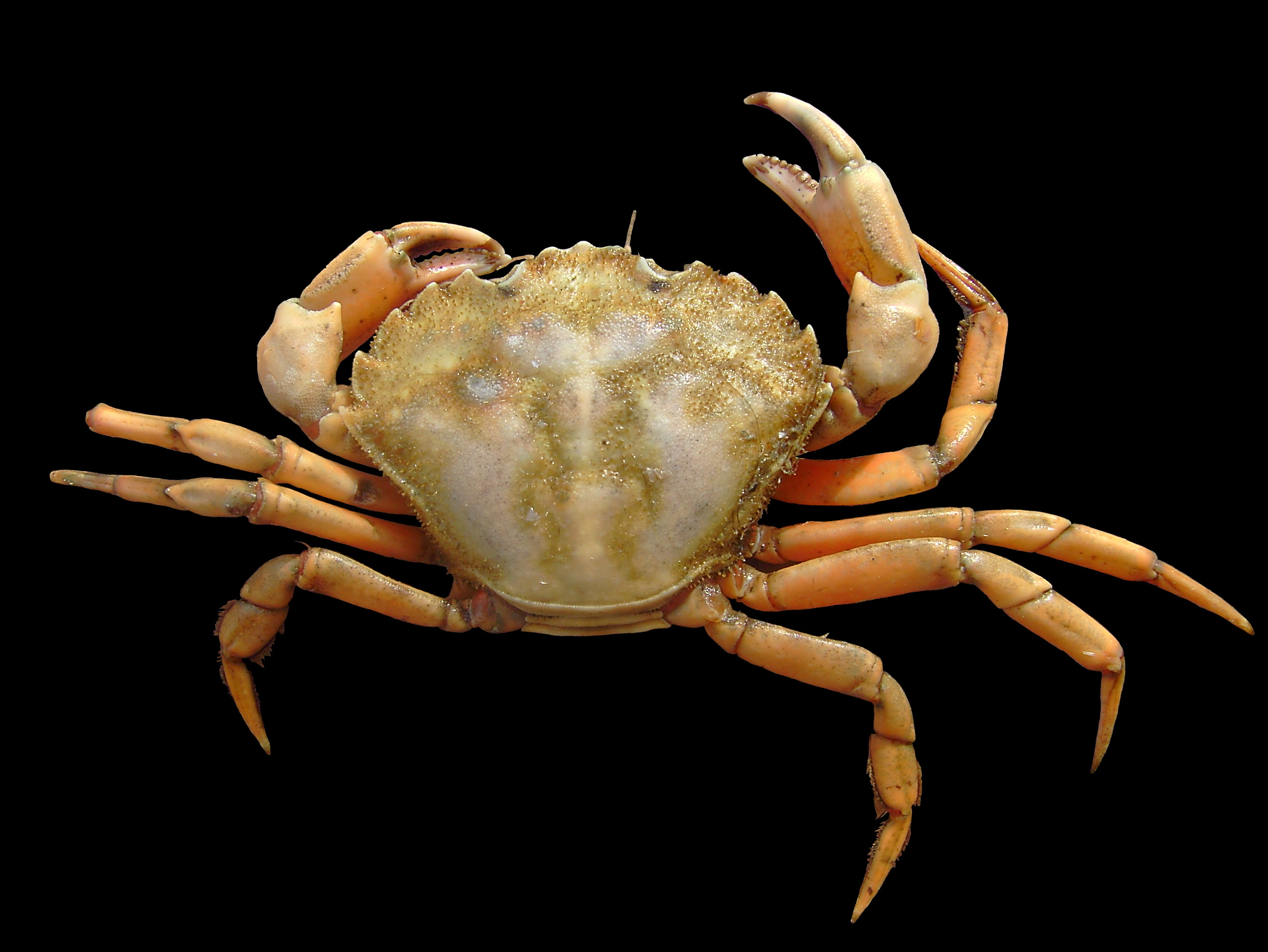
Carcinus maenas, de l’infra-ordre des Brachyura.
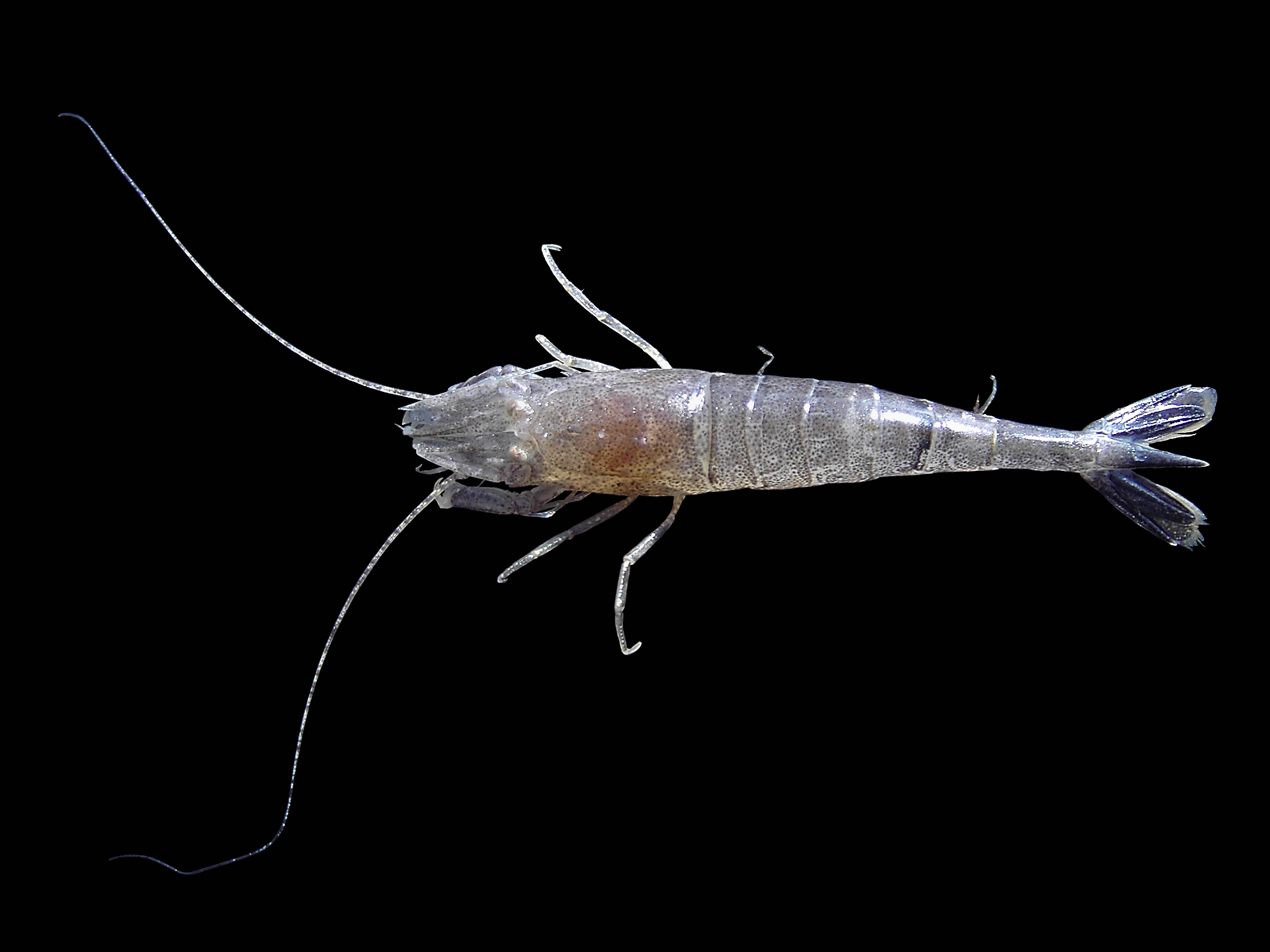
Crangon crangon, de la super-famille des Caridea.
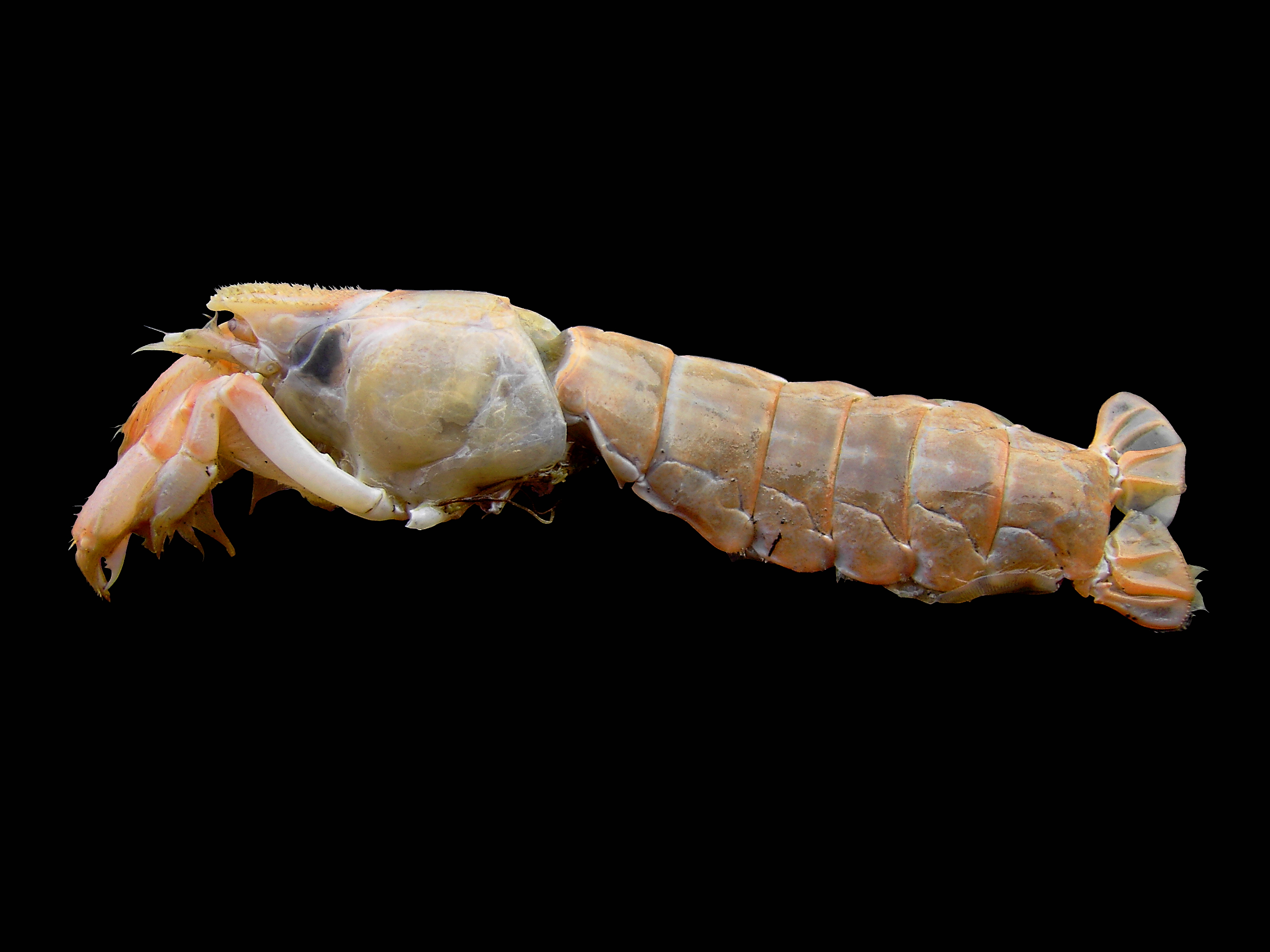
Upogebia deltaura, de la super-famille des Gebiidea.
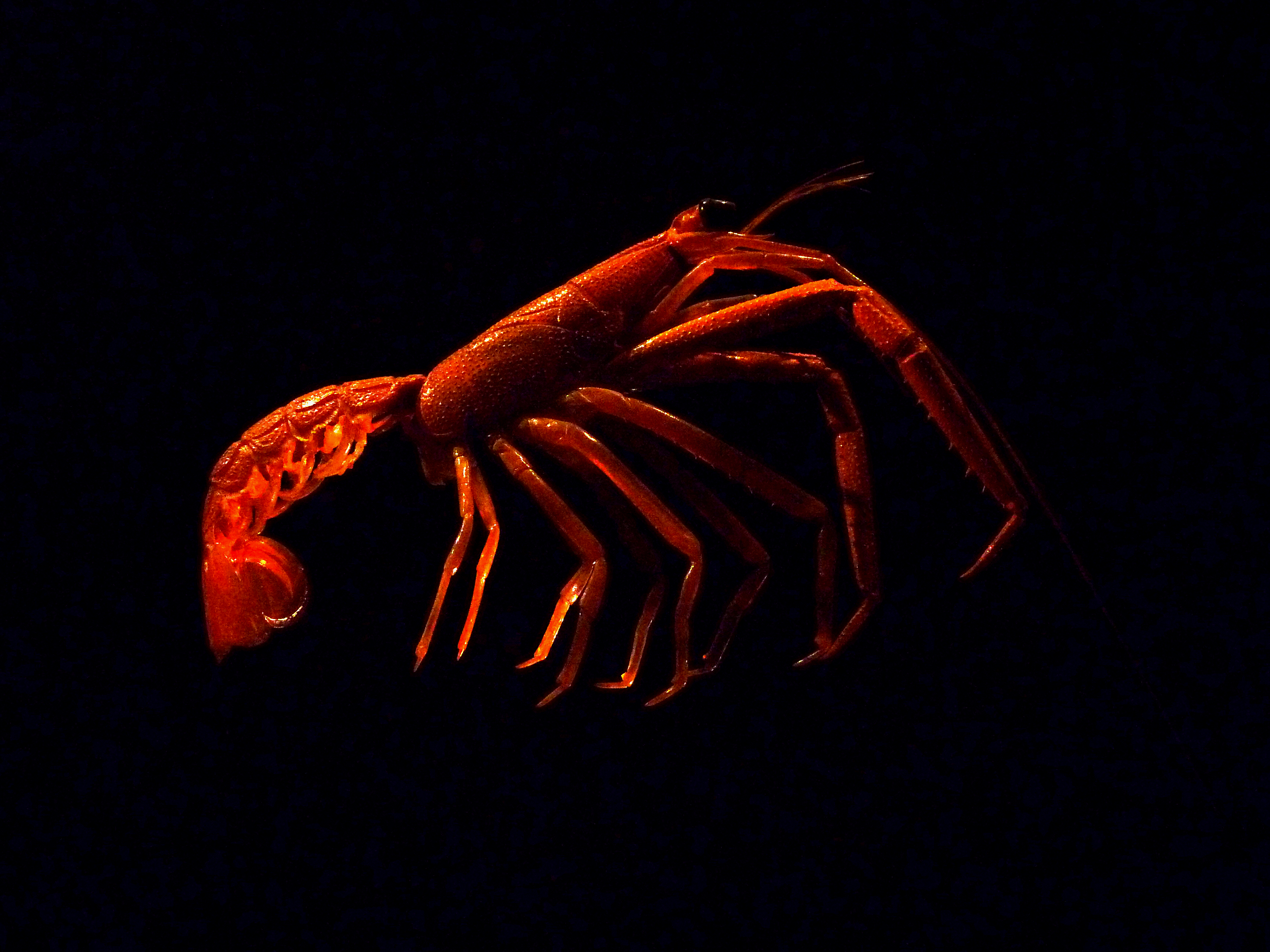
Neoglyphea inopinata, de la super-famille des Glypheoidea.
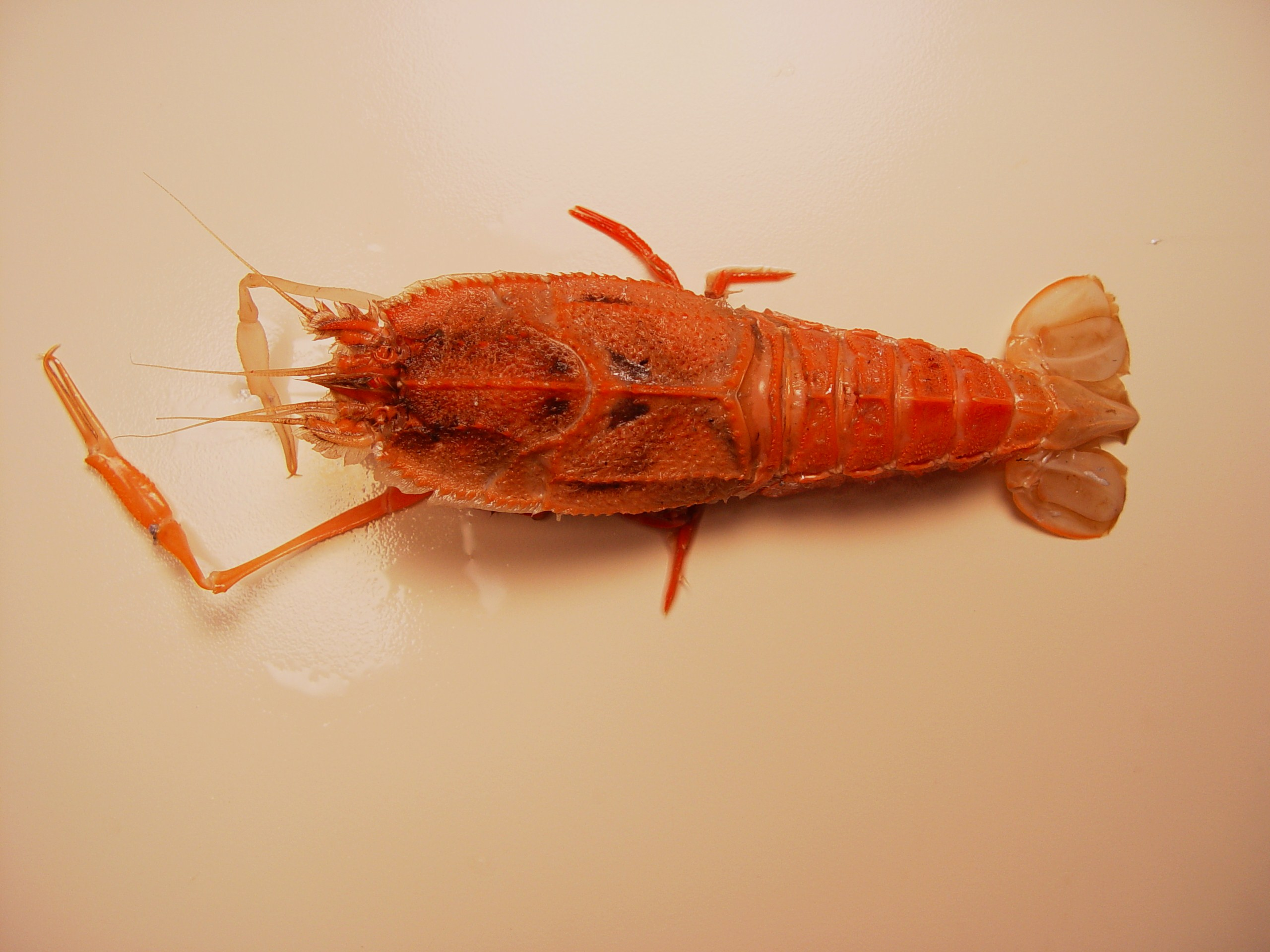
Polycheles sculptus, de la famille des Polychelida.
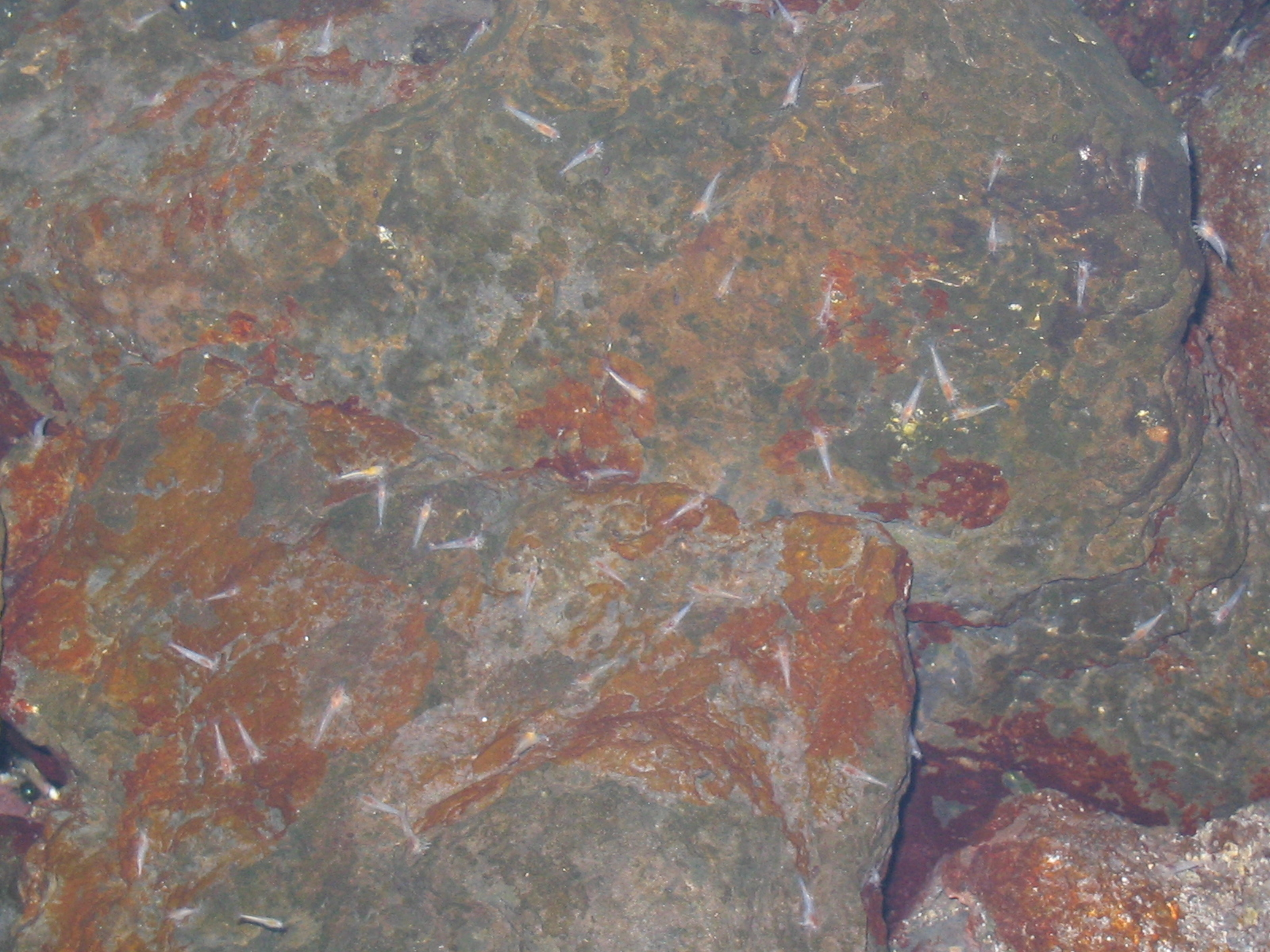
Procaris ascensionis, de la super-famille des Procarididea.
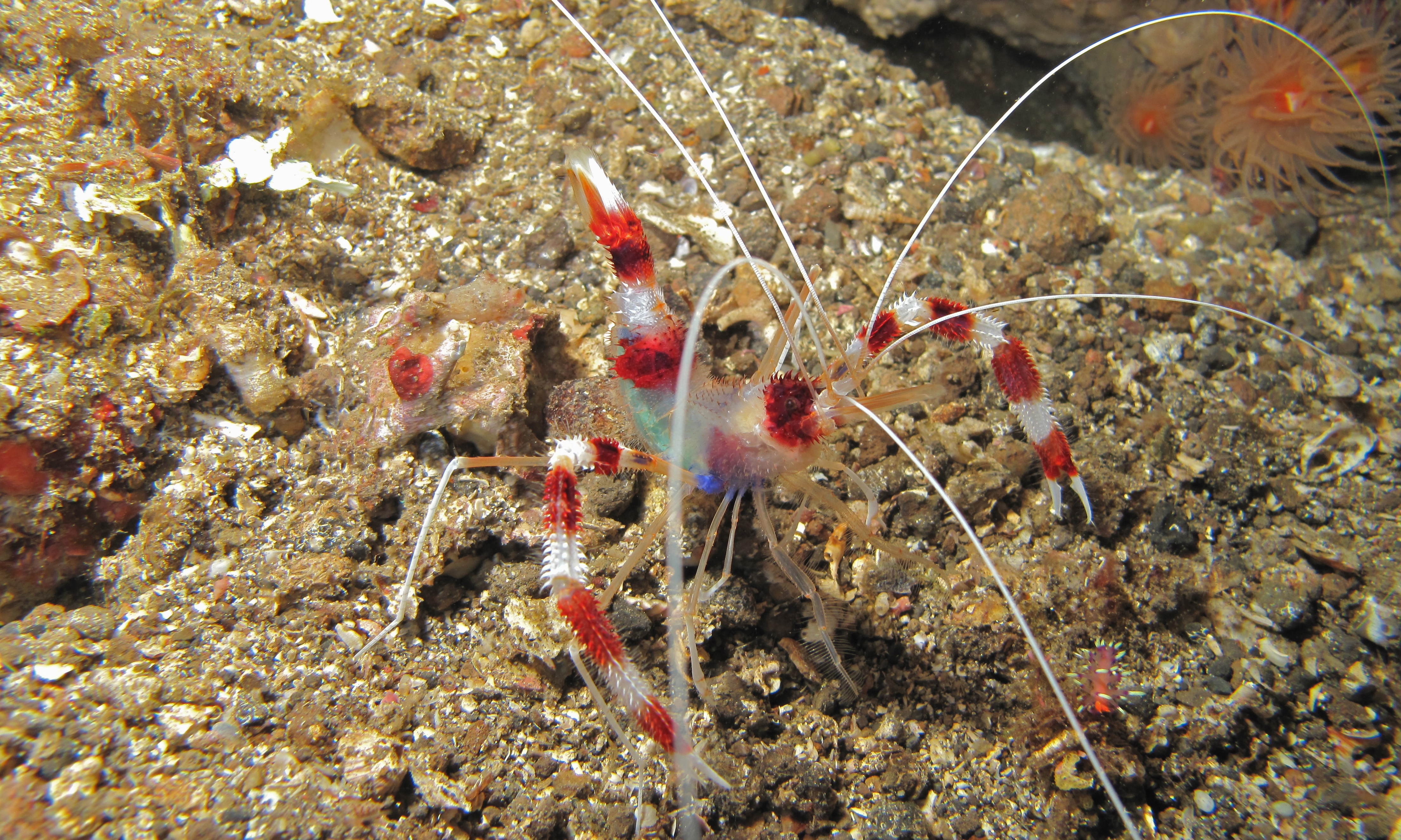
Stenopus hispidus, de la super-famille des Stenopodidea.
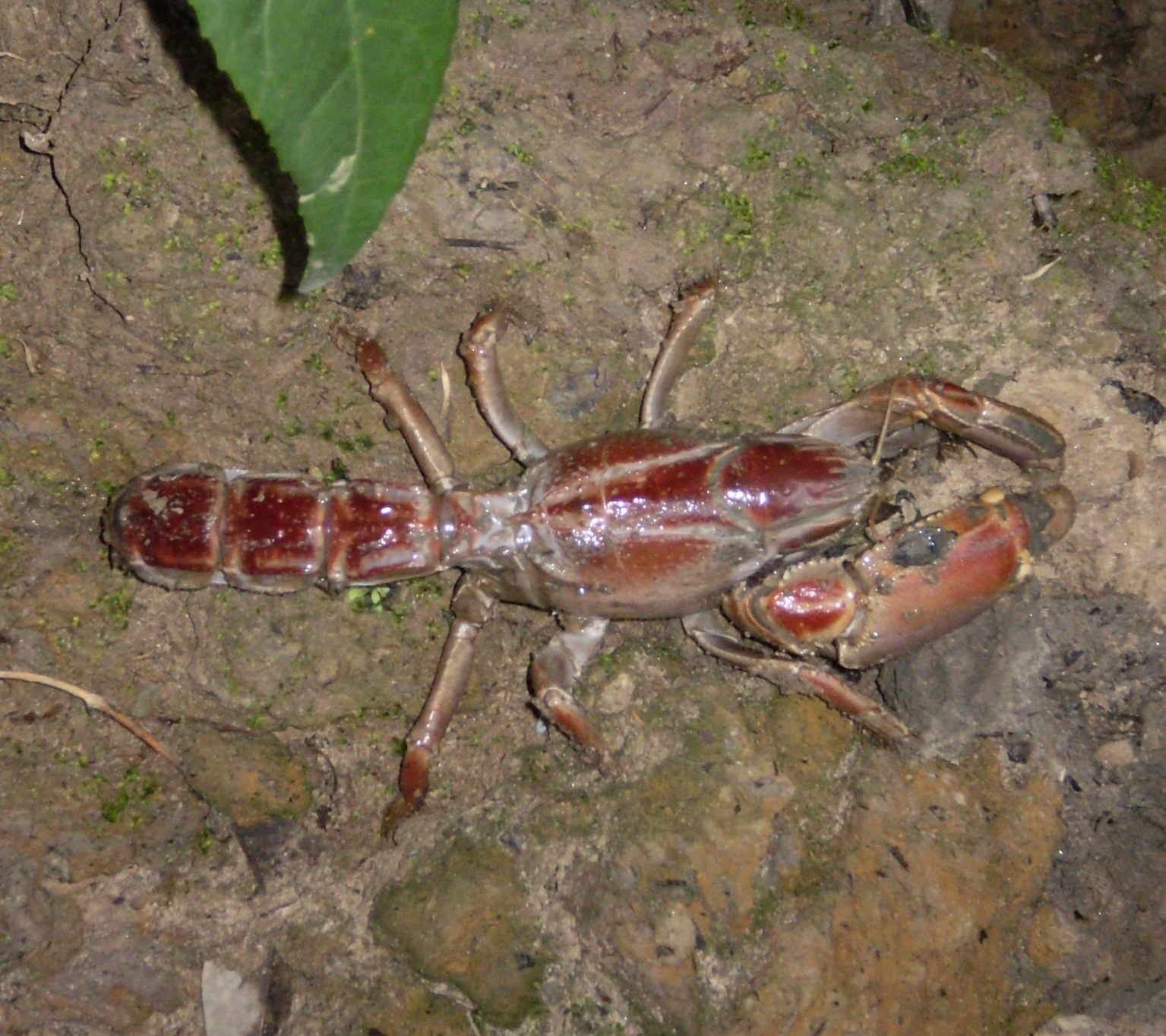
Thalassina anomala, de la super-famille des Thalassinidea.